# Славка (печера)
Сла́вка — карстова печера, геологічна пам'ятка природи місцевого значення. Вхід до печери — біля села Кривче Чортківського району Тернопільської області, у кв. 16, вид. 1 Гермаківського лісництва Чортківського держлісгоспу, в межах лісового урочища «Муравинець».
Загальна довжина дослідженних ходів — 9 км, їхня висота місцями досягає 10—12 м. Площа природоохоронної зони — 0,80 га. Оголошена об'єктом природно-заповідного фонду рішенням Тернопільської обласної ради № 90 від 26 квітня 1996 року. Перебуває у віданні Тернопільського обласного управління лісового господарства.
Під охороною — печера, що є лабіринтом ходів, розвинутих на 2—3 рівнях, закладена у вузькому гіпсовому масиві, з трьох боків обмежена балками. Сформована в закритих гідрологічних умовах за рахунок висхідного потоку напірних вод із підстилаючого водоносного горизонту.
З південного сходу масив з'єднаний зі значно більшим гіпсовим масивом, в якому можливе продовження печери.
Станом на осінь 2015 вхід в печеру Славка завалений зсувом ґрунту.